# Landkreis Radzyń
Powiat Radzyń (niem. Landkreis Radzyń, Kreishauptmannschaft Radzyń, pol. powiat radzyński) – jednostka podziału administracyjnego Generalnego Gubernatorstwa w latach 1939–1944, wchodząca w skład dystryktu lubelskiego. Siedziba powiatu znajdowała się w Radzyniu.
Po wybuchu II wojny światowej i agresji ZSRR na Polskę obszar II Rzeczypospolitej przedzieliła Linia Mołotowa. Na części terenów II RP okupowanych wojskowo przez III Rzeszę (a więc tej, która nie została anektowana bezpośrednio przez Niemców), na podstawie dekretu Adolfa Hitlera z 12 października 1939 (z mocą obowiązującą od 26 października 1939), utworzono jednostkę administracyjno-terytorialną o nazwie Generalne Gubernatorstwo. Generalne Gubernatorstwo podzielone na cztery dystrykty, a te z kolei były podzielone na powiaty, gminy zbiorowe i wsie (właściwie dawne polskie gromady).
Jednym z powiatów dystryktu lubelskiego był Landkreis Radzyń. Objął on inicjalnie obszary należące przed wojną do czterech powiatów w województwie lubelskim, łącznie 7 miast i 42 gminy wiejskie:
- powiatu radzyńskiego (w całości) – 2 miasta: Międzyrzec Podlaski i Radzyń Podlaski,oraz 14 gmin wiejskich: Biała, Brzozowy Kąt, Jabłoń, Kąkolewnica, Komarówka Podlaska, Milanów, Misie, Siemień, Suchowola, Szóstka, Tłuściec, Wohyń, Zahajki i Żerocin;
- powiatu łukowskiego (częściowo) – 2 miasta: Kock i Łuków, oraz 14 gmin wiejskich: Białobrzegi, Celiny, Dąbie, Gołąbki, Gułów, Łuków, Łysobyki, Radoryż, Serokomla, Stanin, Trzebieszów, Tuchowicz, Ulan i Wojcieszków;
- powiatu lubartowskiego (częściowo) – 1 miasto Lubartów oraz 11 gmin wiejskich: Czemierniki, Firlej, Kamionka, Luszawa, Łucka, Michów, Rudno, Samoklęski, Serniki, Tarło i Wielkie;
- powiatu włodawskiego (częściowo) – 2 miasta: Ostrów Lubelski i Parczew, oraz 3 gminy wiejskie: Dębowa Kłoda, Tyśmienica i Uścimów.

1 września 1941 zmieniono południowy zasięg Landkreis Radzyn, włączając jego południowe gminy do Landkreis Lublin i Landkreis Pulawy:
- do Landkreis Lublin włączono:
  - 2 miasta – Lubartów i Ostrów Lubelski,
  - 10 gmin wiejskich – Firlej, Kamionka, Luszawa, Łucka, Rudno, Samoklęski, Serniki, Tarło, Tyśmienica i Uścimów.
- do  Landkreis Pulawy włączono:
  - 3 gminy wiejskie – Łysobyki, Michów i Wielkie.

Tym samym zredukowano liczbę miast do 5, a liczbę gmin wiejskich do 29.
Landkreis Radzyń funkcjonował do 25 lipca 1944. 22 sierpnia 1944 przywrócono powiaty radzyński, lubartowski, łukowski i włodawski o przedwojennych granicach w nowym województwie lubelskim.

## Miejscowości
Lista największych miejscowości w Landkreis Radzyń w 1943 roku:
| Miejscowość         | Status | Liczba mieszkańców 1.III.1943 | Gmina               |
| ------------------- | ------ | ----------------------------- | ------------------- |
| Łuków               | miasto | 11554                         | Łuków               |
| Międzyrzec Podlaski | miasto | 9105                          | Międzyrzec Podlaski |
| Parczew             | miasto | 6314                          | Parczew             |
| Radzyń              | miasto | 5252                          | Radzyń              |
| Kock                | miasto | 2524                          | Kock                |
| Wohyń               | wieś   | 2403                          | Wohyń               |
| Czemierniki         | wieś   | 2060                          | Czemierniki         |
| Adamów              | wieś   | 1721                          | Gułów               |
| Okrzeja             | wieś   | 1539                          | Gułów               |
| Bezwola             | wieś   | 1524                          | Wohyń               |
| Jabłoń              | wieś   | 1370                          | Jabłoń              |
| Burzec              | wieś   | 1370                          | Wojcieszków         |
| Wojcieszków         | wieś   | 1346                          | Wojcieszków         |
| Polskowola          | wieś   | 1203                          | Kąkolewnica         |
| Domaszewnica        | wieś   | 1190                          | Łuków               |
| Wola Ossowińska     | wieś   | 1187                          | Wojcieszków         |
| Brzozowica          | wieś   | 1171                          | Kąkolewnica         |
| Rudno               | wieś   | 1132                          | Brzozowy Kąt        |
| Gręzówka            | wieś   | 1084                          | Dąbie               |
| Turów               | wieś   | 1080                          | Szóstka             |
| Gęś                 | wieś   | 1066                          | Jabłoń              |
| Biała               | wieś   | 1061                          | Biała               |
| Krynka              | wieś   | 1057                          | Celiny              |
| Kolembrody          | wieś   | 1055                          | Komarówka Podlaska  |
| Serokomla           | wieś   | 1027                          | Serokomla           |
| Wola Okrzejska      | wieś   | 1026                          | Gułów               |
| Ostrówki            | wieś   | 1014                          | Szóstka             |
| Komarówka Podlaska  | wieś   | 1011                          | Komarówka Podlaska  |
| Bełcząc             | wieś   | 1005                          | Czemierniki         |
| Krasew              | wieś   | 1003                          | Biała               |